# James Hutton

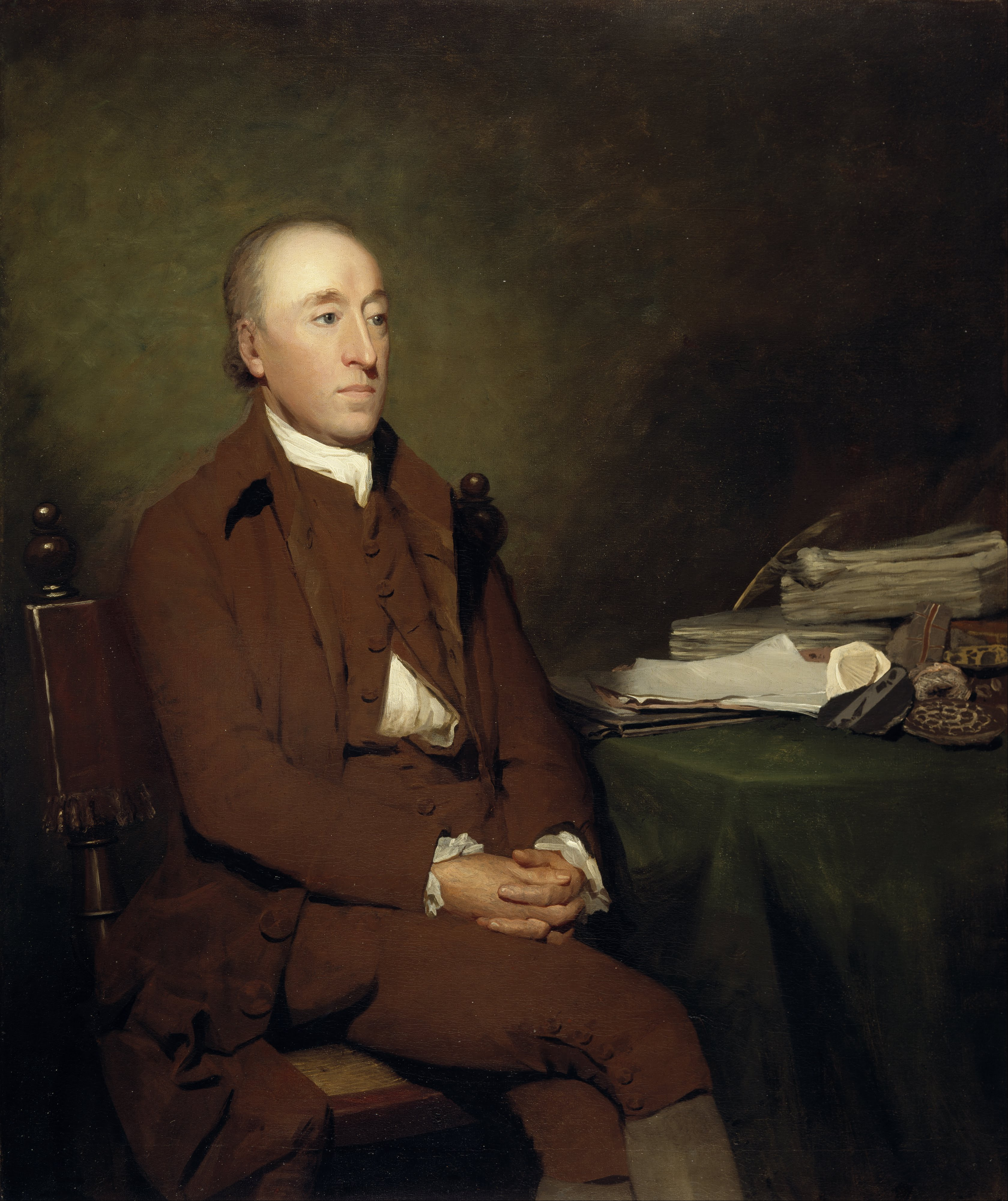
James Hutton pictat de Sir Henry Raeburn în anul 1776

James Hutton (n. 3 iunie 1726 SV (14 iunie 1726 SN) – d. 26 martie 1797) a fost un geolog, fizician, producător chimic și naturalist scoțian. Munca lui Hutton a transformat geologia într-o știință adecvată, și de aceea este de obicei denumit Părintele Geologiei Moderne.